# Ignacio Saavedra
Ignacio Antonio Saavedra Pino (Santiago, 12 gennaio 1999) è un calciatore cileno, centrocampista del Soči.

## Caratteristiche tecniche
È un mediano puro.

## Carriera

### Club
Cresciuto nel settore giovanile dell'Universidad Católica, ha esordito in prima squadra il 4 agosto 2018 in occasione del match contro il CD Everton.

### Nazionale
Con la Nazionale U-20 cilena ha preso parte al Mundiale Sub-17 2015.

## Statistiche
Statistiche aggiornate al 7 agosto 2022.

### Presenze e reti nei club
| Stagione        | Squadra              | Campionato      | Campionato | Campionato | Coppe nazionali | Coppe nazionali | Coppe nazionali | Coppe continentali | Coppe continentali | Coppe continentali | Altre coppe | Altre coppe | Altre coppe | Totale | Totale |
| Stagione        | Squadra              | Comp            | Pres       | Reti       | Comp            | Pres            | Reti            | Comp               | Pres               | Reti               | Comp        | Pres        | Reti        | Pres   | Reti   |
| --------------- | -------------------- | --------------- | ---------- | ---------- | --------------- | --------------- | --------------- | ------------------ | ------------------ | ------------------ | ----------- | ----------- | ----------- | ------ | ------ |
| 2018            | Universidad Católica | PD              | 13         | 0          | -               | -               | -               | -                  | -                  | -                  | -           | -           | -           | 13     | 0      |
| 2019            | Universidad Católica | PD              | 9          | 0          | CC              | 4               | 0               | CL+CS              | 1+1                | 0                  | -           | -           | -           | 15     | 0      |
| 2020            | Universidad Católica | PD              | 32         | 0          | -               | -               | -               | CL+CS              | 5+6                | 0                  | SS          | 1           | 0           | 44     | 0      |
| 2021            | Universidad Católica | PD              | 28         | 0          | CC              | 2               | 0               | CL                 | 8                  | 0                  | SS          | 1           | 0           | 39     | 0      |
| 2022            | Universidad Católica | PD              | 18         | 0          | CC              | 2               | 0               | CL+CS              | 4+2                | 0                  | -           | -           | -           | 26     | 0      |
| Totale carriera | Totale carriera      | Totale carriera | 100        | 0          |                 | 8               | 0               |                    | 27                 | 0                  |             | 2           | 0           | 137    | 0      |

### Cronologia presenze e reti in nazionale

#### Nazionale maggiore
| Cronologia completa delle presenze e delle reti in nazionale ― Cile | Cronologia completa delle presenze e delle reti in nazionale ― Cile | Cronologia completa delle presenze e delle reti in nazionale ― Cile | Cronologia completa delle presenze e delle reti in nazionale ― Cile | Cronologia completa delle presenze e delle reti in nazionale ― Cile | Cronologia completa delle presenze e delle reti in nazionale ― Cile | Cronologia completa delle presenze e delle reti in nazionale ― Cile | Cronologia completa delle presenze e delle reti in nazionale ― Cile |
| Data                                                                | Città                                                               | In casa                                                             | Risultato                                                           | Ospiti                                                              | Competizione                                                        | Reti                                                                | Note                                                                |
| ------------------------------------------------------------------- | ------------------------------------------------------------------- | ------------------------------------------------------------------- | ------------------------------------------------------------------- | ------------------------------------------------------------------- | ------------------------------------------------------------------- | ------------------------------------------------------------------- | ------------------------------------------------------------------- |
| 26-3-2021                                                           | Rancagua                                                            | Cile                                                                | 2 – 1                                                               | Bolivia                                                             | Amichevole                                                          | -                                                                   | 82’                                                                 |
| 9-12-2021                                                           | Austin                                                              | Messico                                                             | 2 – 2                                                               | Cile                                                                | Amichevole                                                          | -                                                                   | 74’                                                                 |
| 12-12-2021                                                          | Los Angeles                                                         | El Salvador                                                         | 0 – 1                                                               | Cile                                                                | Amichevole                                                          | -                                                                   | 88’                                                                 |
| Totale                                                              |                                                                     | Presenze                                                            | 3                                                                   |                                                                     | Reti                                                                | 0                                                                   |                                                                     |

## Palmarès

### Club

#### Competizioni nazionali
- Campionato cileno: 4

Univ. Católica: 2018, 2019, 2020, 2021
- Supercopa de Chile: 3

Universidad Católica: 2019, 2020, 2021